# Тересин
Тере́син — залізнична станція Тернопільської дирекції залізничних перевезень Львівської залізниці.
Розташована на перетині двох ліній Вигнанка — Іване-Пусте та Тересин — Скала-Подільська між станціями Озеряни-Пилатківці (10 км) та Борщів (5 км) у селі Тулин Борщівського району. Від станції є відгалуження до станції Скала-Подільська (14 км). На станції зупинялися приміські поїзди.